# Spring Bowl
Spring Bowl (Puchar Wiosny) – kobiecy tenisowy turniej ITF rozgrywany w Bytomiu w latach 1993–1999 na nawierzchni ceglanej na kortach Górnika Bytom. Pula nagród w roku 1993, 1994, 1995 i 1997 wynosiła 10 000, w roku 1996 i 1998 wynosiła 25 000, a w 1999 roku 50 000 dolarów amerykańskich.

## Mecze finałowe

### Gra pojedyncza
| Rok  | Zwyciężczyni          | Finalistka         | Wynik         |
| 1999 | Patricia Wartusch     | Eva Bes            | 6:2, 6:4      |
| 1998 | Ľudmila Cervanová     | Sophie Georges     | 6:3, 6:0      |
| 1997 | Jana Pospíšilová      | Miroslava Vavrinec | 7:6, 6:7, 6:1 |
| 1996 | Fabiola Zuluaga       | Kateřina Kroupová  | 3:6, 6:3, 7:6 |
| 1995 | Jewgienija Kulikowska | Monika Mastalirová | 7:5, 6:3      |
| 1994 | Karolina Petríková    | Sylwia Rynarzewska | 6:2, 6:0      |
| 1993 | Adriana Barna         | Ołena Tatarkowa    | 3:6, 6:3, 6:4 |

### Gra podwójna
| Rok  | Zwyciężczynie                              | Finalistki                                 | Wynik         |
| 1999 | Eva Bes Magdalena Grzybowska               | Gisela Riera Raluca Sandu                  | 6:4, 7:5      |
| 1998 | Rosa María Andrés Mariam Ramón             | Ľudmila Cervanová Janette Husárová         | 6:3, 6:3      |
| 1997 | Kateřina Kroupová Jana Ondrouchová         | Katarzyna Teodorowicz Anna Żarska          | 6:4, 6:2      |
| 1996 | Denisa Chládková Radka Pelikánová          | Eva Martincová Lenka Němečková             | 7:6, 6:4      |
| 1995 | Teodora Nedewa Katarzyna Teodorowicz       | Jewgienija Kulikowska Natalija Niemczynowa | 6:2, 6:2      |
| 1994 | Jewgienija Kulikowska Natalija Niemczynowa | Talina Bejko Tatjana Cyganij               | 2:6, 6:3, 6:2 |
| 1993 | Natalija Biłećka Ołena Tatarkowa           | Teodora Nedewa Antoaneta Pandżerowa        | walkower      |